# 早碁名人戦
早碁名人戦（はやごめいじんせん）は、日本の囲碁の棋戦。1954年（昭和29年）に開始された関西棋院早碁名人戦と、1956年（昭和31年）に開始された日本棋院早碁名人戦が行われた。それぞれ1961年まで、各8、6期で終了。後継棋戦はこの二つが統合された十段戦。多くの棋戦の持時間が10時間だった当時、持時間4時間、一日打切りの棋戦として実施された。

## 関西棋院早碁名人戦
大阪に本社のあった産経新聞では、1952年に日本経済新聞で王座戦が開始されたことに刺激を受け、1954年に関西棋院独自棋戦として早碁名人戦を創設した。

### 歴代優勝者と挑戦手合
（左が優勝者）
1. 1954年 窪内秀知 -
2. 1955年 窪内秀知 -
3. 1956年 半田道玄 2-1 窪内秀知
4. 1957年 鯛中新 2-1 半田道玄
5. 1958年 鯛中新 2-0 橋本宇太郎
6. 1959年 東野弘昭 2-? 鯛中新
7. 1960年 橋本宇太郎 2-0 東野弘昭
8. 1961年 佐藤直男 2-0 橋本宇太郎

## 日本棋院早碁名人戦
- 主催 産経東京本社（産経時事掲載）

### 方式
- 出場者は日本棋院の棋士。
- トーナメント戦で、第1期は決勝三番勝負、第2期以降は前年優勝者とトーナメント優勝者の挑戦手合三番勝負。
- コミは4目半。
- 持時間は各4時間。

### 歴代優勝者と挑戦手合
（左が優勝者）
1. 1956年 坂田栄男 2-0 曲励起
2. 1957年 宮下秀洋 2-1 坂田栄男
3. 1958年 宮下秀洋 2-0 高川格
4. 1959年 杉内雅男 2-1 宮下秀洋
5. 1960年 藤沢朋斎 2-1 杉内雅男
6. 1961年 藤沢朋斎 2-0 坂田栄男

## 電報碁
関西棋院早碁名人戦との優勝者同士による電報碁が1955年から60年まで行われた。第1-2回は東西選抜棋士により実施。対局者は東京と大阪の産経新聞本社にいて、電報で手順をやり取りした。持時間は各3時間、先番4目半コミ出し。
結果（左が勝者）
1. 1955年 坂田栄男 - 橋本宇太郎
2. 1956年 坂田栄男 - 橋本宇太郎
3. 1957年 坂田栄男 - 窪内秀知
4. 1958年 宮下秀洋 - 半田道玄
5. 1959年 宮下秀洋 - 鯛中新
6. 1960年 杉内雅男 - 鯛中新

1961年は、関西棋院の橋本宇太郎と、日本棋院の藤沢朋斎の特別三番碁が行われ、橋本 2-0 藤沢、となった。